# 剥離紙
剥離紙（はくりし、英語 Release paper）とは、紙の表面に剥離加工を施したものである。

## 概要
シール（粘着ラベル）は、未使用の状態では糊面にゴミ等が付着せず粘着性能が維持出来るよう台紙で保護されている。この台紙が剥離紙である。
また、粘着テープ類は未使用時には渦巻状に巻かれており、非糊面側が糊面に接触して保護している。この場合は非糊面側が剥離加工され台紙の役割を兼ねている。

## 剥離紙の構造
剥離紙は基材となる紙と、糊に接する剥離層から構成されている。一般的には基材と剥離層の間に目止め層が存在し剥離層の薬品が基材に染込む事を防止している。

### 基材
基材は用途により半晒、上質紙、グラシン紙など様々なものが用いられる。

### 目止め層
目止め層にはポリエチレンが多く用いられ、厚みは数～数十μmである。グラシン紙など基材の浸透性が低いものについては目止め層が存在しないものもある。
また、一般の紙基材を使用しているもので「再生可能」の表示がある剥離紙の場合、再生紙としてリサイクルする際に混合しても問題ないように目止め層がクレーコート層や PVA（ポリビニルアルコール） 層などで構成されている。

### 剥離層
剥離層にはシリコーン樹脂が使用される事が多い。シリコーン樹脂は溶剤型と無溶剤型、エマルジョン型に分けられる。どれもシリコーン樹脂塗工後に乾燥炉で熱をかけてシリコーン樹脂を硬化させる（紫外線硬化型もある）。
欧米では無溶剤型シリコーンが主流であるが、日本では剥離性能を細かく調整出来る溶剤型シリコーンが主流である。但し、20世紀末頃からは環境負荷を考慮し日本でも無溶剤型シリコーンの使用が増えている。